# Boris Grigorjewitsch Fjodorow

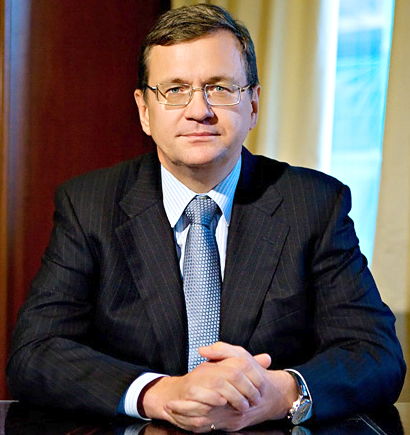
Boris Grigorjewitsch Fjodorow (September 2008)

Boris Grigorjewitsch Fjodorow (russisch Борис Григорьевич Фёдоров; * 13. Februar 1958 in Moskau; † 20. November 2008 in London) war ein russischer Ökonom, Finanzminister, Chef der Steueraufsichtsbehörde Russlands, Politiker (KPdSU) und zuletzt Unternehmer.

## Werdegang
Fjodorow studierte Volkswirtschaft am Moskauer Finanzinstitut und wurde mit einer ökonomischen Arbeit promoviert. Er hat über 200 wissenschaftliche Arbeiten publiziert.
1990 war er Finanzminister der Russischen SFSR. Nach seinem Rücktritt war er von 1991 bis 1992 bei der Europäischen Bank für Wiederaufbau und Entwicklung tätig. 1992 wurde er Direktor bei der Weltbank. Von 1993 bis 1994 war er wiederum russischer Finanzminister, von 1994 bis 1998 Abgeordneter der russischen Duma. 1998 leitete er für einige Monate die russische Steuerbehörde und war stellvertretender Ministerpräsident.
1994 gründete er die United Financial Group UFG, eine Investmentbank mit Sitz in London; er verkaufte diese 2005 an die Deutsche Bank und war Partner der neuen UFG Private Equity seit 2006. UFG gehört zu den großen Direktinvestoren in Russland. Nach seinem Tod wurde zunächst für zwei Jahre der spätere Ministerpräsident der Russischen Föderation Michail Mischustin Präsident der UFG.
Er starb im Alter von 50 Jahren in London, wo er nach einem Schlaganfall behandelt wurde, den er ein paar Wochen vorher erlitten hatte. Sein Grab befindet sich auf dem Friedhof Trojekurowo in Moskau. Laut einem Nachruf im Nachrichtenmagazin Spiegel hing über dem Schreibtisch seines Moskauer Investmentfonds-Büros viele Jahre ein Porträt des zaristischen Wirtschaftsreformers Pjotr Stolypin – der mit 48 Jahren ermordet wurde.
Fjodorow war Mitglied mehrerer Aufsichtsräte, unter anderem bei Gazprom, bei Sberbank und bei Ingosstrach, einer der größten Versicherungsgesellschaften Russlands. Er war Autor zahlreicher Bücher, darunter auch das Englisch-russische erklärende Wörterbuch für Währungsbegriffe (1992). 2004 gründete er die Reihe „Die Historische Bibliothek von B. G. Fjodorow“, in der er über 10 Bücher veröffentlichte.
Er war verheiratet, hatte drei Kinder, eine Enkelin.